# Macrosiphum clematifoliae
Macrosiphum clematifoliae är en insektsart. Macrosiphum clematifoliae ingår i släktet Macrosiphum och familjen långrörsbladlöss. Inga underarter finns listade i Catalogue of Life.